# Buzău
Buzău est une ville de l'est de la Roumanie, en Munténie, chef-lieu du județ de Buzău.

## Géographie
La ville, située entre les montagnes des Carpates orientales et la plaine de Bărăgan, est traversée par la rivière Buzău.

## Démographie
Lors du recensement de 2011, 88,42 % de la population se déclarent roumains, 4,73 % comme roms (6,69 % ne déclarent pas d'appartenance ethnique et 0,14 % déclarent appartenir à une autre ethnie).

## Politique
| Parti | Parti                           | Conseillers |
| ----- | ------------------------------- | ----------- |
|       | Parti social-démocrate (PSD)    | 16          |
|       | Parti national libéral (PNL)    | 3           |
|       | Union sauvez la Roumanie (USR)  | 2           |
|       | Parti Mouvement populaire (PMP) | 2           |

## Jumelages
La ville de Buzău est jumelée avec:
- Audenarde (Belgique) depuis le 13 avril 2007
- Agios Dimitrios (Grèce) depuis le 5 mai 2006
- Baoji (Chine) (en cours de négociation).

## Personnages liés à la commune
- Alexandru Marghiloman (1854-1925), Premier ministre roumain.
- Eduard Ionescu (2004 - ), pongiste roumain
- Georges Banu (1943-2023), critique et homme de théâtre français d'origine roumaine.
- Ionel Rapaport (1909-1972), endocrinologue et psychothérapeute.
- Ovidiu Ionescu (1989 - ), pongiste roumain
- Nicolas Vaschide, psychologue, né à Buzău en 1874